# Асаре, Нана
Нана Акваси Асаре (англ. Nana Akwasi Asare; родился 11 июля 1986 года в Кумаси, Гана) — ганский футболист, полузащитник.

## Клубная карьера
Асаре начал карьеру в одной из международных академий нидерландского «Фейеноорда», находящейся в Гане. В 2003 году он переехал в академию «Фейеноорда». Для получения игровой практики Нана на правах аренды перешёл в бельгийский «Антверпен», а затем в «Мехелен». По окончании сезона клуб выкупил трансфер Асаре у «Фейеноорда».
В 2009 году Нана вернулся в Нидерланды, подписав соглашение с «Утрехтом». 1 августа в матче против «Валвейка» он дебютировал в Эредивизии. 20 февраля 2010 года в поединке против «Бреды» Асаре забил свой первый гол за клуб.
В 2013 году Нана перешёл в «Гент». 27 июля в матче против «Васланд-Беверен» он дебютировал за новый клуб. 1 марта 2014 года в поединке против «Шарлеруа» Асаре забил свой первый гол за «Гент». В 2015 году он помог клубу выиграть чемпионат. 16 сентября того же года в матче против французского «Лиона» Нана дебютировал в Лиге чемпионов.

## Международная карьера
В 2007 году в Асаре дебютировал за сборную Ганы. В 2008 году Нана попал в заявку национальной команды на участие в домашнем Кубке африканских наций, где Гана завоевала бронзовые медали. На турнире он был запасным футболистом и не сыграл ни минуты.

## Достижения
Клубные
 «Гент»
- Чемпионат Бельгии по футболу — 2015

Международные
 Гана
- Кубок африканских наций — 2008